# Tilda Newra
Tilda Newra é uma cidade e um município no distrito de Raipur, no estado indiano de Chhattisgarh.

## Demografia
Segundo o censo de 2001, Tilda Newra tinha uma população de 26 637 habitantes. Os indivíduos do sexo masculino constituem 51% da população e os do sexo feminino 49%. Tilda Newra tem uma taxa de literacia de 63%, superior à média nacional de 59,5%: a literacia no sexo masculino é de 72% e no sexo feminino é de 53%. Em Tilda Newra, 16% da população está abaixo dos 6 anos de idade.